# 邂逅 (漫画)
《邂逅》是中国女性漫画家丘天画的中国漫画。作者外号漫画笑匠，毕业于江西师范大学艺术专业。也是名大学讲师做动画专业教学。在1995年开始在《卡通王》上发表漫画。本漫画则是在2004年开始连载在尚漫，